# Lorrin Thurston
Lorrin Thurston, Lorrin A. Thurston ou Lorrin Andrews Thurston (né le 31 juillet 1858 à Honolulu, Royaume d'Hawaï et mort le 11 mai 1931 à Honolulu, États-Unis) est un homme d'affaires, législateur, homme politique et personnalité influente d'Hawaï.

## Biographie

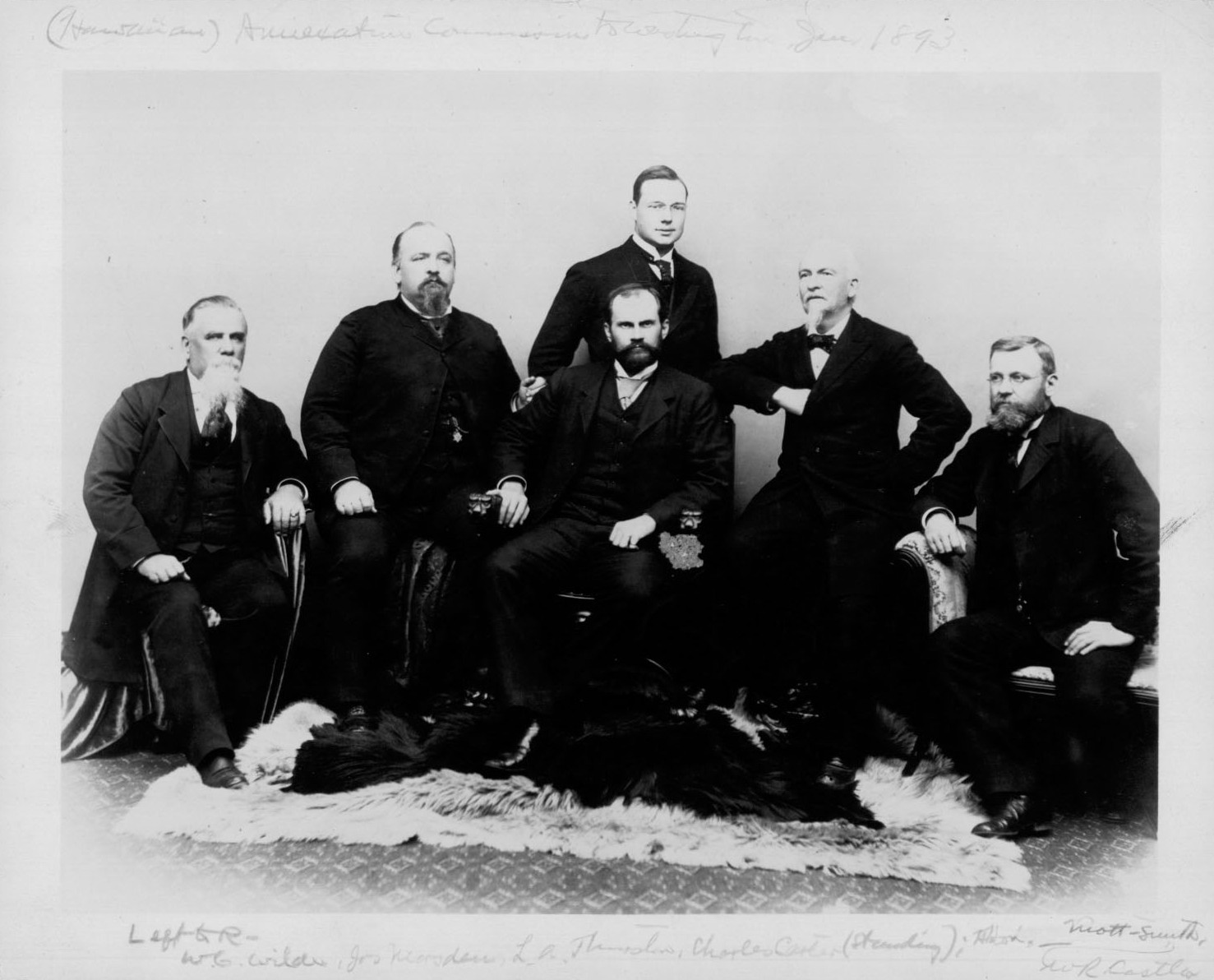
La Commission d'annexion en 1893 avec Lorrin Thurston (assis au centre).

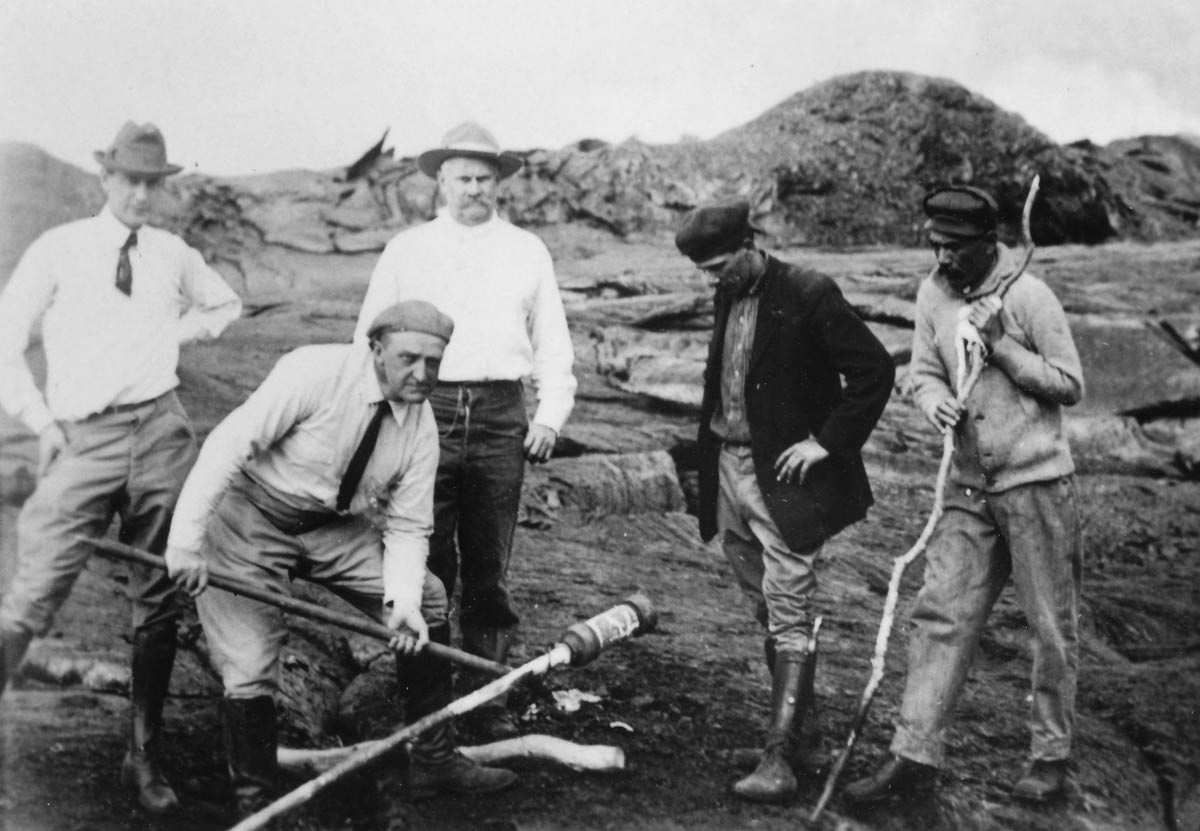
Lorrin Thurston (debout au centre) derrière Thomas Jaggar (au centre tenant l'outil) au sommet du Kīlauea en 1917.

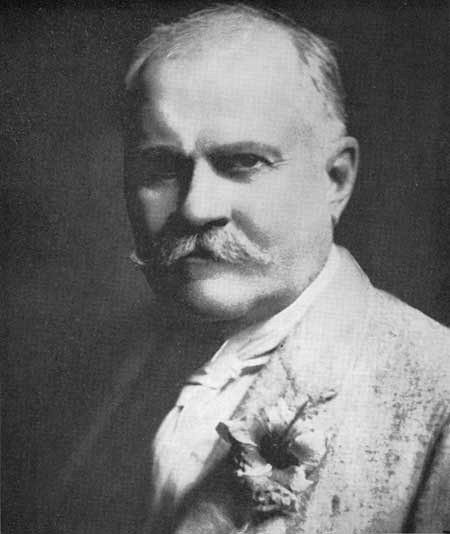
Lorrin Thurston en 1916.

Il débute en politique alors qu'Hawaï est encore un royaume indépendant. De juillet 1887 à juin 1890, il est ministre de l'Intérieur sous le règne du roi Kalākaua. Influencé par l'éducation reçue des missionnaires, il s'oppose à la monarchie en place et participe au coup d'État qui renverse la reine Liliʻuokalani et instaure la République en 1893. Avec l'annexion de l'archipel en tant que territoire américain en 1898, il se retire de la vie politique et se lance dans les affaires. Il rachète le Pacific Commercial Advertiser, le journal précurseur de l'actuel Honolulu Star-Advertiser, développe la culture de la canne à sucre et de l'ananas et rachète de nombreuses entreprises ce qui lui permet d'augmenter sa fortune personnelle. Parallèlement à ses activités d'homme d'affaires, il s'intéresse à la volcanologie, sympathise avec les premiers volcanologues comme Thomas Jaggar, finance l'observatoire volcanologique d'Hawaï créé en 1912 et participe à la création du parc national des volcans d'Hawaï qui voit le jour en 1916. Dans le cadre de ses visites sur le Kīlauea, il découvre et explore le tunnel de lave Thurston qui porte désormais son nom.

## Référence
- (en) Cet article est partiellement ou en totalité issu de l’article de Wikipédia en anglais intitulé « Lorrin A. Thurston » (voir la liste des auteurs).